# Ульссон, Ян (1942)
Ян Ульссон (швед. Jan Olsson; 30 марта 1942, Бохуслен, Швеция) — шведский футболист, играл на позиции защитника в клубах «Хальмстад» и «Отвидаберг», и в национальной сборной Швеции.

## Клубная карьера
Во взрослом футболе дебютировал в 1961 году выступлениями за команду клуба «Хальмстад», в которой провёл четыре сезона.
Ульссон играл за Отвидаберг в Аллсвенскане в течение 1960-х и 1970-х годов, с командой становился чемпионом Швеции в 1972 и 1973 годах.

## Выступления за сборную
В 1967 году дебютировал в официальных матчах в составе национальной сборной Швеции. В течение карьеры в национальной команде, которая длилась 7 лет, провёл в форме главной команды страны 17 матчей.  
В составе сборной был участником чемпионата мира 1974 года в ФРГ.

## Достижения

### Командные
«Отвидаберг»
- Чемпион Швеции (1): 1972, 1973